# Sedlec (Vysočina)
Sedlec é uma comuna checa localizada na região de Vysočina, distrito de Třebíč.